# Takumu Kawamura
Takumu Kawamura (川村 拓夢 Kawamura Takumu?), född 28 augusti 1999 i Hiroshima prefektur, är en japansk fotbollsspelare.
Kawamura började sin karriär 2018 i Sanfrecce Hiroshima. 2019 flyttade han till Ehime FC.